# Церковь Николая Чудотворца (Николо-Гастунь)
Церковь Николая Чудотворца — недействующий православный храм в селе Николо-Гастунь Белёвского района Тульской области России. Один из древнейших храмов Тульской области.

## Описание
По церковному преданию, вблизи селения Гостуни, на берегу речки-ручья Гостунки была обнаружена икона Святителя Николая, обладающая чудодейственными свойствами, которая впоследствии получила название «Николы Гастунского». На месте её обретения была построена деревянная церковь во имя Николая Чудотворца. Обнаружение иконы связывается с христианизацией вятичских земель. Недалеко от места обретения иконы находилось культовое языческое святилище — огромный священный камень-валун, прозванный церковью «синим» (от слова сине́ц — бе́с), то есть «бесовским». Около языческих святилищ христианские храмы обычно не строились, но здесь произошло «чудодейственное свойство» обеих святынь — примирение религий. Николо-Гастунская икона является одной из главных православных святынь русского народа.
Николо-Гастунская церковь считается одной из древнейших в Тульской области. История основания этого храма своими корнями уходит предположительно как минимум в конец XV века, так как уже в 1506 году великий князь Василий III разместил на территории Московского Кремля в каменной церкви Николая Чудотворца Гостунского икону из храма Николая Чудотворца на горе Гостуни у речки Гостунки, которую привёз в Москву в 1503 году его отец Иван Васильевич.

«Лета 7014 (1506), повелением великого князя Василия Иоанновича всея России, в граде Москве заложиша церковь кирпичную святаго и великаго Чудотворца Николая Гостунского, … и постави князь великий Василий Иванович в ту церковь икону святого и великого Чудотворца Николая Гостунского, которая перенесена с Гостунки речки».
Согласно некоторым данным каменный храм в Николо-Гастуни был построен по указанию Ивана Грозного в 1563 году. По другой версии — в 1660 году Особо почитаемая храмовая икона того же Святителя Николая, на которую прихожане перенесли своё чествование после взятии в Москву их родной обретённой здесь святыни, была пожалована церкви Иваном Грозным при посещении им Белёвского уезда в 1564 году. Придельная деревянная тёплая церковь во имя Афанасия и Кирилла Александрийских, и Онуфрия Великого построена инокиней Марфой Ивановной, а затем перестроена в каменную по указу её сына — царя Михаила Фёдоровича (или её внука Алексея Михайловича). В 1861 году храм был заново капитально поновлён.
Само село Николо-Гастунь до 1764 года принадлежало церкви, а после реформы императрицы Екатерины II крестьяне стали государственными (экономическими).
Церковь закрыли в 1930-х, а здание было приспособлено под сельский клуб с кинозалом, а затем использовалось под различные складские и производственные помещения. В 2002 году, не имея официальных разрешений на проведение реставрационных работ, энтузиастами-предпринимателями была предпринята попытка восстановления храма. В мае 2002 в Государственном музее архитектуры прошла выставка «Два Николо-Гостунских собора. Московский Кремль и Белёвский уезд». Одними из центральных экспонатов выставки был напрестольный крест 1562 года из Белёвского Николо-Гастунского храма. Был открыт «Фонд восстановления храма св. Николая в селе Николо-Гастунь» с целью привлечения средств на восстановление храма. Но на этом ремонтные работы закончились и в октябре-месяце рухнули своды храма. Осталась только колокольня, часть стены придела и одна стена с висящими двумя куполами. Было ли обрушение связано с ремонтными работами или всё-таки время сыграло своё дело неизвестно. Денег на дорогостоящую экспертизу не нашлось.
Летом 2022 года появилась информация, что Министерством культуры Тульской области ведутся работы по подготовке проектно-сметной документации по восстановлению церкви Николая Чудотворца. В декабре 2022 года церковь Николы Гостунского попала в список объектов федеральной программы консервации на 2023—2024 год.